# Lekanesphaera bocqueti
Lekanesphaera bocqueti is een pissebed uit de familie Sphaeromatidae. De wetenschappelijke naam van de soort is voor het eerst geldig gepubliceerd in 1961 door Daguerre de Hureaux, Hoestlandt & Lejuez.